# هيروثيوس الأول
هيروثيوس الأول (Πατριάρχης Ιερόθεος Α) بطريرك الإسكندرية للروم الأرثوذكس من 1825 الي 1845. ارتقى إلى كرسي الإسكندرية في القسطنطينية.

## سيرته
في عام 1811 كان هيروثيوس أسقف باروناكسيا. في عام 1820 ، وبعد ذلك صار مطران نيقية. [بحاجة لمصدر] الي ان صار بطريرك الإسكندرية للروم الأرثوذكس في 1825.
في عام 1834 ، بعد انقطاع نصف قرن، أعيدت الصلات بين بطريركية الاسكندرية وبطريركية موسكو ، ويرجع هذا الانقطاع الي مسألة أديرة الإسكندرية وأراضي الدانوب، المصادرة عام 1821. لكن روسيا أرسلت أموال الي البطريرك هيروثيوس فأعاد ترميم الكنائس البطريركية المتداعية وهم كنيسة القديس نيقولاس في الإسكندرية وكنيسة والدة الإله في القاهرة وإعادة بناء مباني البطريركية في هذه المدن، وترميم دير القديس جورج ودير مار سابا ، وافتتح مدرسة يونانية عربية في القاهرة.
وتوفي في 8 سبتمبر 1845 بدير القديس جورج بالقاهرة. ودفن في دير مار سابا بالقرب من قبر القديس يوحنا الرحيم .